# Grundbulten
Grundbulten är en roman från 1974 som gavs ut under pseudonymen Kennet Ahl (Christer Dahl och Lasse Strömstedt). Romanen skildrar fängelset Hall ur ett samhällskritiskt perspektiv med realistiska skildringar av hanteringen och bruket av narkotika i den undre världen.
Titeln anspelar på att en av karaktärerna får en vision att hela fängelsebyggnaden hänger ihop med en minsta gemensam bult, grundbulten. Lossas den kollapsar fängelset och det går att rymma och fängelset är borta. Den används sen som en metafor på hela samhället, och lossas den grundbulten kommer samhällsstrukturerna raseras och kunna byggas upp igen.
Begreppet "Grundbulten" har efter romanens titel fått en annan betydelse i samhällsdebatten och betyder numera grundläggande ställningstagande eller grunden som resten av något vilar på.[källa behövs]